# Vígla
Vígla är en ort i Grekland.   Den ligger i prefekturen Nomós Ártas och regionen Epirus, i den centrala delen av landet, 270 km väster om huvudstaden Aten. Vígla ligger 1 meter över havet och antalet invånare är 441.
Terrängen runt Vígla är huvudsakligen platt, men åt nordväst är den kuperad. Runt Vígla är det ganska glesbefolkat, med 39 invånare per kvadratkilometer. Närmaste större samhälle är Arta, 13,5 km nordost om Vígla. Trakten runt Vígla består till största delen av jordbruksmark.